# Hospitalitas
El principi de l'hospitalitas fou establert pel patrici Constanci III quan va assentar els visigots a Aquitània el 418.
Els magnats gots van rebre a la seva arribada als diversos punts d'assentament, la propietat de dos terços de les grans hisendes dels terratinents «romans» (les petites propietats no es van repartir). Els propietaris romans que perdien els dos terços de les seves hisendes no podien recuperar-los mai; per part seva els propietaris visigots d'aquests dos terços (copartícips o consors) no podien adquirir el terç que quedava a poder del «romà» llevat per concessió real. No se sap amb certesa si el propietari visigot dels dos terços podia vendre la seva participació a un altre got (sens dubte no podia vendre-la a un romà), encara que es creu que sí. Tampoc se sap si els copartícips visigots podien dividir i alienar parcel·les de la seva part, però se suposa igualment que sí que podien fer-ho.